# Ngonebeme
Ngonebeme (ou Ngonebemeu, Ngonebene) est un village du Cameroun situé dans le département du Dja-et-Lobo et la Région du Sud, au carrefour des routes vers Melan-Bengbis, vers Olembé et vers Tombo. Il fait partie de la commune de Bengbis.

## Population
La plupart des habitants sont des Boulou.
En 1963, Ngonebeme comptait 201 habitants. Lors du recensement de 2005, 232 personnes y ont été dénombrées.

## Infrastructures
Ngonebeme dispose d'une école publique.